# Păunești, Vrancea
Păunești este satul de reședință al comunei cu același nume din județul Vrancea, Moldova, România.